# Besana in Brianza
Besana in Brianza est une commune italienne de la province de Monza et de la Brianza, dans la région de Lombardie.

## Développement
En 2023, la ville modernise entièrement son système d'évacuation des eaux.

## Administration
| Période                                  | Période  | Identité       | Étiquette | Qualité       |
| ---------------------------------------- | -------- | -------------- | --------- | ------------- |
| 8 juin 2009                              | En cours | Vittorio Gatti |           | Centre-droite |
| Les données manquantes sont à compléter. |          |                |           |               |

### Hameaux
Visconta, Cazzano, Vergo, Zoccorino, Valle Guidino, Villa Raverio, Calò, Montesiro, Brugora.

### Communes limitrophes
Briosco, Renate, Monticello Brianza, Casatenovo, Carate Brianza, Triuggio, Correzzana.

## Fêtes, foires
- Sainte Catherine

25 novembre

## Personnalités liées à la ville
- Demetrio Albertini, footballeur, né à Besana in Brianza.